# Verhängnis (Film)
Verhängnis ist ein mehrfach ausgezeichnetes und nominiertes Filmdrama des französischen Regisseurs Louis Malle aus dem Jahr 1992, das auf dem gleichnamigen Roman der Autorin Josephine Hart basiert.

## Handlung
Der Politiker Dr. Stephen Fleming ist Staatssekretär. Er lernt auf einem Empfang Anna Barton, die neue Freundin seines Sohnes Martyn, kennen und wird sofort in ihren Bann gezogen. Einen Tag später stellt Martyn seine neue Freundin offiziell seiner Familie vor. Anna sagt beim Besuch kaum ein Wort, was Stephens Frau Ingrid merkwürdig findet.
Kurze Zeit später wird Stephen von Anna angerufen, und sie treffen sich in Annas Wohnung. Sie haben das erste Mal miteinander Sex, wobei kein einziges Wort fällt. Einige Tage später feiert die Familie gemeinsam mit Anna die Beförderung Martyns zum Redaktionsleiter. Hier erzählt Anna von ihrem Leben als Diplomatenkind, dass sie alleine nach England kam, wo sie Martyn kennenlernte. Anna wird Ingrid immer suspekter, und auf die Frage nach Geschwistern berichtet Anna von ihrem ein Jahr älteren Bruder Ashton, der aus Liebe Suizid beging, als sie fünfzehn Jahre alt war. Später erklärt Stephen Anna, wie sehr er sie begehrt. Sie versichert ihm, dass sie immer für ihn da sein wird, und beide lieben sich wieder leidenschaftlich. Danach berichtet Anna Stephen von ihrer inzestuösen Beziehung zu ihrem Bruder Ashton.
Während einer Konferenz in Brüssel nimmt Stephen den Zug nach Paris, wo Anna sich mit Martyn aufhält. Die beiden treffen sich und lieben sich in einer Toreinfahrt. Anna bittet Stephen, Martyn und ihr nicht zu folgen. Dennoch beobachtet Stephen die beiden aus einem gegenüberliegenden Hotel. Allmählich wird die Beziehung für Stephen mehr als nur eine Affäre, er ist von dieser Frau geradezu besessen, und er will Ingrid verlassen. Anna lehnt diese Pläne jedoch entschieden ab. Bei einem Besuch bei Anna trifft Stephen überraschend auf Peter Wetzler, einen ehemaligen Freund von Anna, der die Beziehung zwischen Stephen und Anna sofort richtig einschätzt. Anna erklärt Stephen später, dass sie in der Nacht von Ashtons Tod mit Peter unterwegs war, Ashton ihnen gefolgt war und eifersüchtig auf Peter und sogar auf alle in Zukunft möglichen Partner seiner Schwester wurde. Nach ihrer Rückkehr machte er ihr eine Szene, woraufhin Anna in ihr Zimmer flüchtete und Ashton aussperrte. Am nächsten Morgen fand man Ashton mit aufgeschnittenen Pulsadern im Bad. Anna flüchtete zur Familie von Peter, und die beiden wurden ein Liebespaar.
Die Affäre von Stephen und Anna läuft weiter, aber an Ingrids Geburtstag gibt Martyn zur Überraschung der Familie seine baldige Hochzeit mit Anna bekannt. Stephen trifft sich nachts in seinem Haus mit Anna. Als Stephen aus Annas Zimmer kommt, wird er von seiner Tochter Sally beobachtet. Die Situation verkompliziert sich, als bei einem Essen der Familie ihres zukünftigen Schwiegersohns Annas Mutter vorgestellt wird, die sehr schnell merkt, wie es zwischen Stephen und Anna steht. Mit Andeutungen versucht sie Stephen vor Anna zu warnen. So erwähnt sie zur Verlegenheit ihrer Tochter die verblüffende Ähnlichkeit zwischen Martyn und Ashton. Als Stephen Annas Mutter zu ihrem Hotel bringt, bittet sie ihn, ihre Tochter aufzugeben, ihr nicht im Weg zu stehen. Danach beendet Stephen die Affäre am Telefon. Martyn schenkt seinem Vater, der ihn in der Redaktion besucht, ein Schwarzweiß-Foto von Anna, Stephen und sich selbst, auf dem die Ähnlichkeit zwischen Vater und Sohn auffällt.
Anna lässt die Affäre wiederaufleben, indem sie Stephen einen Schlüssel zu einer Wohnung zukommen lässt. Sie treffen sich dort, und Stephen lässt in Eile den Schlüssel außen im Türschloss stecken. Durch einen Zufall erfährt Martyn, dass Anna eine Wohnung angemietet hat, von der er nichts weiß und in der es wohl ein Problem mit Handwerkern gibt. Er will Anna dort benachrichtigen und ertappt sie und Stephen beim leidenschaftlichen Liebesspiel. Geschockt taumelt Martyn aus der Wohnung und stürzt rückwärts über das Treppengeländer zu Tode.
Nach diesem Skandal ist die politische Karriere Stephens, dem kurz zuvor das Amt des Gesundheitsministers angeboten wurde, am Ende. Ingrid, die den Verlust ihres Sohnes mit Selbstverstümmelung zu bewältigen versucht, macht Stephen schwere Vorwürfe und trennt sich von ihm. Stephen erzählt, dass er Anna zufällig noch einmal auf einem Flughafen gesehen hat. Sie wurde von Peter begleitet und hielt ein Kind an der Hand. In einem Haus irgendwo im Süden Europas verbringt Stephen sein restliches Leben. Das Schwarzweiß-Foto – in Lebensgröße – bedeckt fast eine ganze Wand.

## Filmtitel
Im englischen Original heißt der Film „Damage“, in der französischen Synchronisation „Fatale“. Der deutsche Verleih entschied sich in Anlehnung an den französischen Titel für „Verhängnis“, da dieser mehrere verhängnisvolle Begebenheiten in der Handlung widerspiegelt. Das entscheidende „Verhängnis“ ist allerdings Martyns zufällige Entdeckung der Affäre und sein daraus resultierender Tod. Symbol für dieses „Verhängnis“ ist der Schlüssel zu der Wohnung, die Anna anmietet. Stephen benutzt den Schlüssel, um Anna inmitten der Familie schweigend eine Botschaft zukommen zu lassen, als er den Anhänger an seine Lippen presst. Als sie sich in der Wohnung treffen, vergisst er, den Schlüssel aus dem Schloss zu ziehen. Als Martyn wenig später vor der Tür steht, wird seine Hand, die den Schlüssel im Schloss dreht, in Großaufnahme gezeigt. Martyn wird der Affäre gewahr, und sein Rückzug endet in einem Sturz in den Abgrund.

## Produktion und Veröffentlichung
Der Film entstand nach dem gleichnamigen Roman der irischen Schriftstellerin Josephine Hart, der 1991 veröffentlicht wurde. Das Buch avancierte in Europa und den USA schnell zum Verkaufsschlager und belegte 16 Wochen Plätze auf der Bestseller-Liste des renommierten US-amerikanischen Magazins Publishers Weekly. Nach dem großen Erfolg des Romans wurde der englische Drehbuchautor David Hare mit dem Stoff betraut und adaptierte ihn für das Kino. Verhängnis ist Louis Malles vorletzter Film. Er erlitt im Jahr der Dreharbeiten einen Herzinfarkt, konnte den Film aber fertigstellen.
Die Dreharbeiten begannen am 22. Februar 1992 und endeten knapp drei Monate später am 15. Mai. Die Außenaufnahmen für Verhängnis wurden an Originalschauplätzen in London und Paris gedreht. Die Studioarbeit fand in den Shepperton Studios in Surrey statt. Für die Kostüme war die mehrfache Oscar- und BAFTA-Gewinnerin Milena Canonero verantwortlich.
Die Szenen, die im englischen Parlament spielen, wurden in der Manchester Town Hall am Albert Square in Manchester gedreht. Das Haus, in dem Stephen Fleming mit seiner Familie wohnt, befindet sich nahe dem Oak Hill Park in Hampstead.
Das französische Dorf, in dem Stephen Fleming nach seinem Abschied von der Politik lebt, ist Villefranche-de-Rouergue im Südwesten von Frankreich.
Die Filmmusik komponierte Zbigniew Preisner. Ausgeführt wurde sie vom Sinfonieorchester der Nationalphilharmonie Warschau unter der Leitung von Wojciech Michniewski. Das Cello spielte der polnische Cellist Zdzisław Łapiński (* 1956), das Piano Konrad Mastylo.
Der Film kam am 9. Dezember 1992 in die französischen Kinos, Spielzeit 111 min. Am 23. Dezember 1992 startete er in den USA in einer leicht gekürzten Fassung. Die Kürzung um eine Minute wurde vorgenommen, um ein R-Rating zu vermeiden. Filmstart in Deutschland war der 14. Januar 1993.
1992 produzierte Arthaus eine DVD, zusammen mit Bonusmaterial über die Hauptdarsteller und den Regisseur.
Der Film spielte in den USA und in Kanada 7.532.911 US-Dollar ein, außerhalb der Vereinigten Staaten 23 Millionen US-Dollar.

## Kritiken
Malles Film wurde nach seiner Premiere von den Kritikern sehr gemischt aufgenommen, allgemein gelobt wurde jedoch die schauspielerische Leistung von Juliette Binoche in Verhängnis.
So kritisierte Janet Maslin in der New York Times vor allem die von David Hare bearbeitete Drehbuchvorlage des Films. Nicht einmal ein Regisseur von der Intelligenz, dem künstlerischen Gusto und Range Malles schaffe es, die langatmige und gekünstelte Vorlage stimmig umzusetzen. Augenscheinlich sei der einzig ansprechende Bestandteil des Films dessen unverhüllte Inszenierung der Erotik, ohne die der Film jegliche Intensität in seiner Wirkung verliere.
Der amerikanische Filmkritiker Roger Ebert lobte dagegen das ausgezeichnete Drehbuch von Hare und sah in Malles Werk eine gelungene und packende filmische Darstellung nicht bloß einer verhängnisvollen leidenschaftlichen Affäre, sondern vor allem der Obsession und Erotomanie eines älteren Mannes sowie der komplexen und verborgenen Gefühle einer jungen Frau, die einzig auf der Leinwand durch den gegenseitigen Blickwechsel der beiden Protagonisten angemessen zum Ausdruck gebracht werden könne.
David Ansen, einer der bedeutenderen amerikanischen Journalisten und Rezensenten sowie ehemalige künstlerische Leiter des Los Angeles Film Festivals, betrachtete Verhängnis zwar als exzellente Filmproduktion, nicht aber als einen unbedingt großartigen Film. Zwar sei Josephine Harts von Hare adaptierte großtuerische Romanvorlage so gut wie eben möglich filmisch umgesetzt worden, vom plot her aber wenig glaubhaft. In filmtechnischer und kinematographischer Hinsicht sei Malles Filmversion vor allem im Hinblick auf die Produktionsgestaltung und Kostümausstattung jedoch makellos und ebenfalls schauspielerisch brillant gestaltet. Der Film sei für den Zuschauer so durchaus packend, dürfe jedoch nicht allzu ernst genommen werden.
Johannes Saltzwedel rühmte in seiner Rezension vor allem die Besetzung des Films durch den Altmeister der Regie, Louis Malle, mit der schönen, mysteriösen, unnahbaren und doch leidenschaftlichen Präsentation von Juliette Binoche. Die Pariser Schauspielerin erscheine in Malles Verfilmung als „Katalysator“; der Charakter der jungen Anna Barton, deren „stille Entschlossenheit die Geschichte von der bedingungslosen Leidenschaft auf ihr böses Ende zusteuern“ lasse, sei Binoche „auf den Leib geschrieben“. Durch die Inszenierung ihrer Blicke und Fokussierung ihrer Augen, „die Unschuld und Wissen gleichermaßen zu bergen scheinen“, zeige Malle durch die brillante schauspielerische Leistung von Binoche ein „natürliches Mysterium, ruhig und klar und zu allem bereit, auch zum Schlimmsten, zur Katastrophe“. Erst auf diese Weise entfalte die Entwicklung der so simplen, fatalen Londoner Dreiecks-Story, die Malle unironisch direkt verfilmt habe, ihre eigentliche Intensität und Bedeutung.
Im Lexikon des internationalen Films wird Malles Werk als ein „amoralischer Film voller erotischer Spannung“ hervorgehoben, der „stimmig die Stationen eines Untergangs“ beschreibe. Ferner heißt es dort, „[h]ervorragende Darsteller und eine gediegene Ausstattung“, die im Einklang zur Handlung stünden, würden den Film „über das Niveau vergleichbarer Filme“ hinausheben.

## Auszeichnungen

### Oscarverleihung 1993
- Nominierung in der Kategorie Beste Nebendarstellerin (Miranda Richardson)

### British Academy Film Awards 1993
- Beste Nebendarstellerin (Miranda Richardson)

### Golden Globe Awards 1993
- nominiert in der Kategorie beste Nebendarstellerin (Miranda Richardson)

### Weitere
César 1993
- nominiert in der Kategorie beste Hauptdarstellerin (Juliette Binoche)

London Critics Circle Film Awards 1994
- Britische Schauspielerin des Jahres (Miranda Richardson)

Los Angeles Film Critics Association Awards 1992
- Beste Filmmusik

New York Film Critics Circle Awards 1992
- Beste Nebendarstellerin (Miranda Richardson)

Premio Sant Jordi 1994
- Bester ausländischer Schauspieler (Jeremy Irons)
- Beste ausländische Schauspielerin (Juliette Binoche)